# Каменка (Сакмарський район)
Ка́менка (рос. Каменка) — село у складі Сакмарського району Оренбурзької області, Росія.

## Населення
Населення — 374 особи (2010; 364 у 2002).
Національний склад (станом на 2002 рік):
- росіяни — 64 %